# Reinshagenbever
Reinshagenbever ist eine Hofschaft in Hückeswagen im Oberbergischen Kreis im Regierungsbezirk Köln in Nordrhein-Westfalen (Deutschland).

## Lage und Verkehrsanbindung

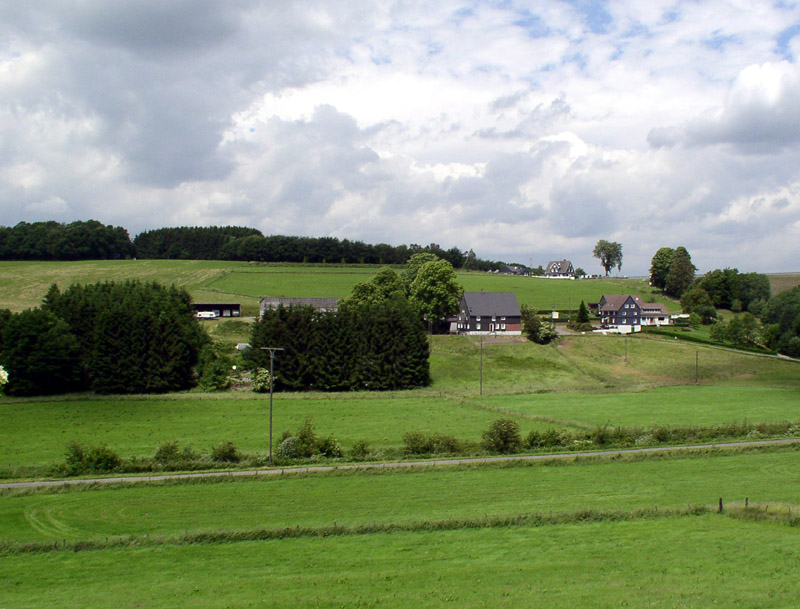
Ortsansicht von Reinshagenbever

Reinshagenbever liegt im südöstlichen Hückeswagen unmittelbar unterhalb des Staudamms der Bevertalsperre nahe Hartkopsbever.
Nachbarorte sind Großeichen, Hartkopsbever, Großberghausen, Kleineichen, Runkelsiedlung, Steinberg und Elberhausen. Der Ort ist über eine Zufahrtsstraße erreichbar, die von der Kreisstraße K5 unterhalb der Bevertalsperre abzweigt.

## Sehenswürdigkeiten
Die nahe Bevertalsperre ist ein überregional bekannten Ausflugsziel mit großer Anziehungskraft für Wassersportler und Badegäste.

## Geschichte
Die Topographische Aufnahme der Rheinlande von 1825 zeigt auf dem Gebiet von Siepersbever zwei umgrenzte Hofräume. Eine Ortsbezeichnung fehlt. Ein Hofraum zeigt drei getrennt voneinander liegende Grundrisse. Der andere Hofraum zeigt einen einzelnen Grundriss und einen Teich. Diese Stelle ist in der Karte mit „Fabrik“ beschriftet. In der Preußischen Uraufnahme von 1840 bis 1844 lautet die Ortsbezeichnung „Dicke Bewer“. Am Teich findet sich die Abkürzung „Spin“. Ab der topografischen Karte von 1894 bis 1896 lautet der Ortsname Reinshagenbever und die Gebäude am Teich werden mit „Spinnerei“ beschriftet. Die Spinnerei wird ab der Karte von 1927 nicht mehr aufgeführt.

## Wander- und Radwege
Folgende Wanderwege führen durch den Ort oder nahe am ihm vorbei:
- Die SGV-Hauptwanderstrecke X28 (Graf-Engelbert-Weg) von Hattingen nach Schladern/Sieg
- Der Bezirkswanderweg ◇6 (Wupperweg) des SGV-Bezirks Bergisches Land
- Die Straße der Arbeit des SGV-Bezirks Bergisches Land
- Der Ortswanderweg △ von Elberhausen zum Goldenbergshammer
- Der Ortsrundwanderweg A4